# Équitation aux Jeux olympiques de la jeunesse d'été de 2010
Navigation
Édition suivante
L' équitation aux jeux olympiques de la jeunesse d'été de 2010 a eu lieu au Singapore Turf Riding Club à Singapour. Il y a eu une seule discipline, le saut d'obstacles individuel.

## Compétiteurs
| Nom                      | Pays                |
| ------------------------ | ------------------- |
| Zakarta Hamici           | Algérie             |
| Maria Victoria Paz       | Argentine           |
| Thomas McDermott         | Australie           |
| Kelsey Bayley            | Barbade             |
| Nicola Philippaerts      | Belgique            |
| Guilherme Foroni         | Brésil              |
| Dominique Schwalm        | Canada              |
| Xu Zhengyang             | Chine               |
| Mario Gamboa             | Colombie            |
| Mohamed Abdalla          | Égypte              |
| Carian Scudamore         | Royaume-Uni         |
| Juan Diego Saenz Morel   | Guatemala           |
| Jasmine Zin Man Lai      | Hong Kong           |
| Valentina Isoradi        | Italie              |
| Timur Patarov            | Kazakhstan          |
| Abduladim Mlitan         | Libye               |
| Jake Lambert             | Nouvelle-Zélande    |
| Sultan Al Tooqi          | Oman                |
| Alejandra Ortiz          | Panama              |
| Wojciech Dahlke          | Pologne             |
| Abdurahman Al Marri      | Qatar               |
| Dalma Rushdi Malhas      | Arabie saoudite     |
| Samantha McIntosh        | Afrique du Sud      |
| Pei Jia Caroline Chew    | Singapour           |
| Martin Fuchs             | Suisse              |
| Mohamad Alanzarouti      | Syrie               |
| Sheikh Ali Abdulla Majid | Émirats arabes unis |
| Marcelo Chirico          | Uruguay             |
| Eirin Bruheim            | États-Unis          |
| Yara Hanssen             | Zimbabwe            |

## Programme
| Date    | Heure  | Compétition                                 |
| ------- | ------ | ------------------------------------------- |
| 18 août | 9.30 h | Saut d'obstacles par équipe (Éliminatoires) |
| 20 août | 9.30 h | Saut d'obstacles par équipe (Finale)        |
| 22 août | 9.30 h | Saut d'obstacles individuel (Éliminatoires) |
| 24 août | 9.30 h | Saut d'obstacles individuel (Finale)        |

## Tableau des médailles
Ce tableau présente uniquement les résultats individuels. Les médailles par équipe mixte ne sont pas incluses.
| Rang  | Nation          | Or | Argent | Bronze | Total |
| ----- | --------------- | -- | ------ | ------ | ----- |
| 1     | Uruguay         | 1  | 0      | 0      | 1     |
| 2     | Colombie        | 0  | 1      | 0      | 1     |
| 3     | Arabie saoudite | 0  | 0      | 1      | 1     |
| Total | Total           | 1  | 1      | 1      | 3     |

## Compétition
| Compétition                  | Or                                                                                         | Argent                                                                             | Bronze                                                                                 |
| ---------------------------- | ------------------------------------------------------------------------------------------ | ---------------------------------------------------------------------------------- | -------------------------------------------------------------------------------------- |
| Saut d'obstacles individuel  | Marcelo Chirico                                                                            | Mario Gamboa                                                                       | Dalma Rushdi Malhas                                                                    |
| Saut d'obstacles par équipes | Europe Martin Fuchs Wojciech Dahlke Valentina Isoardi Carian Scudamore Nicola Philippaerts | Australasie Zin Man Lai Jake Lambert Zhengyang Xu Sultan Al Tooqi Thomas McDermott | Afrique Yara Hanssen Zakaria Hamici Abduladim Mlitan Mohamed Abdalla Samantha McIntosh |